# Parafia Najświętszego Serca Pana Jezusa w Piasku
Parafia Najświętszego Serca Pana Jezusa w Piasku – rzymskokatolicka parafia w dekanacie pszczyńskim. 
21 października 1945 kościół poświęcony został przez ks. bp. Stanisława Adamskiego. Nową świątynię poświęcił abp Damian Zimoń w 1997 roku.

## Proboszczowie[2]
- ks. Emil Chmiel, 1945–1962 (lokalista, następnie kuratus)
- ks. Józef Garus, 1962–1982 (kuratus)
- ks. Adam Zowada, 1982–1990 (proboszcz)
- ks. Michał Motyka, 1990–2004 (proboszcz)
- ks. Grzegorz Stephan, od 2004 (administrator, następnie proboszcz)